# Mokos József
Mokos József (Békéscsaba, 1892. november 22. – Békéscsaba, 1972. július 3.) magyar festőművész, tanár.

## Életpályája
Édesapja halála után apai nagyapjához került Nagyváradra. 1911-ben tanítói oklevelet szerzett Nagyváradon. 1911-ben Magyarpatakon, 1912-ben pedig Csorváson oktatott. 1913-ban a Képzőművészeti Főiskola hallgatója lett. 1914-ben katonának állt, de leszerelték. 1918–1920 között folytatta tanulmányait a Képzőművészeti Főiskolán, ahol Szinyei Merse Pál, Csók István, Edvi Illés Aladár, Erdőssy Béla, Tardos Krenner Viktor, Lyka Károly oktatták. 1920-ban visszatért Békéscsabára. 1922–1927 között a Képzőművészeti Főiskola által szervezett Miskolci Nyári Művésztelepen dolgozott Benkhard Ágost mellett. 1928-ban Olaszországban járt tanulmányúton Wágner Józseffel. 1930-ban magántanulmányúton volt Nagybányán Mikola Andrással, Bernáth Auréllal és Szobotka Imrével. 1950–1972 között a Balassi Művelődési Ház Képzőművészeti Kör tanára, 1955-től vezetője volt.

## Művei
- Pünkösdirózsás csendélet
- Tájvázlat / Felülnézet (1950-es évek; olaj, karton; 475×578 mm; Munkácsy Mihály Múzeum; ltsz:73.50.1.)

## Díjai
- Aranydiploma (1961)
- Munka Érdemrend (1967)